# 第37回ダヴィッド・ディ・ドナテッロ賞
第37回ダヴィッド・ディ・ドナテッロ賞（だい37かいダヴィッド・ディ・ドナテッロしょう）の授賞式は、 1992年6月6日にローマで行われた。

## 受賞とノミネート一覧
太字が受賞者。

### 作品賞
- 小さな旅人 Il ladro di bambini （監督：ジャンニ・アメリオ）
- Il muro di gomma（監督：マルコ・リージ）
- Maledetto il giorno che t'ho incontrato（監督：カルロ・ヴェルドーネ）

### 監督賞
- ジャンニ・アメリオ（『小さな旅人』）
- マルコ・リージ（『Il muro di gomma』）
- カルロ・ヴェルドーネ（『Maledetto il giorno che t'ho incontrato』）

### 新人監督賞
- マウリツィオ・ザッカロ（『Dove comincia la notte』）
- マッシモ・スカリョーネ（『Angeli a Sud』）
- ジュリオ・バーゼ（『Crack』）

### 脚本賞
- カルロ・ヴェルドーネ、フランチェスコ・マルチャーノ（『Maledetto il giorno che t'ho incontrato』）
- ジャンニ・アメリオ、サンドロ・ペトラリア、ステファノ・ルッリ（『小さな旅人』）
- カルミネ・アモローゾ、スーゾ・チェッキ・ダミーコ、ピエロ・デ・ベルナルディ、マリオ・モニチェッリ（『Parenti serpenti』）
- サンドロ・ペトラリア、アンドレア・プルガトーリ、ステファノ・ルッリ（『Il muro di gomma』）

### プロデューサー賞
- アンジェロ・リッツォーリ（『小さな旅人』）
- クラウディオ・ボニヴェント（『映写技師は見ていた』）
- ジョヴァンニ・ディ・クレメンテ（『Parenti serpenti』）

### 主演女優賞
- ジュリアーナ・デ・シーオ（『Cattiva』）
- マルゲリータ・ブイ（『Maledetto il giorno che t'ho incontrato』）
- フランチェスカ・ネリ（『Pensavo fosse amore... invece era un calesse』）

### 主演男優賞
- カルロ・ヴェルドーネ（『Maledetto il giorno che t'ho incontrato』）
- ジャン・マリア・ヴォロンテ（『Una storia semplice』）
- エンリコ・ロ・ヴェルソ（『小さな旅人』）

### 助演女優賞
- エリザベッタ・ポッツィ（『Maledetto il giorno che t'ho incontrato』）
- アンジェラ・フィノッキアーロ（『Il muro di gomma』）
- チンツィア・レオーネ（『Donne con le gonne』）

### 助演男優賞
- アンジェロ・オルランド（『Pensavo fosse amore... invece era un calesse』）
- ジャンカルロ・デットーリ（『Maledetto il giorno che t'ho incontrato』）
- ジョルジョ・ガーベル（『Rossini! Rossini!』）

### 撮影監督賞
- ダニロ・デジデーリ（『Maledetto il giorno che t'ho incontrato』）
- トニーノ・ナルディ、レナート・タフーリ（『小さな旅人』）
- エンニオ・グアルニエーリ（『映写技師は見ていた』）

### 作曲賞
- フランコ・ピエルサンティ（『小さな旅人』）
- フランチェスコ・デ・グレゴーリ（『Il muro di gomma』）
- ピーノ・ダニエレ（『Pensavo fosse amore... invece era un calesse』）

### 美術賞
- カルロ・シーミ（『ジャズ・ミー・ブルース』）
- アンドレア・クリザンティ（『小さな旅人』）
- エツィオ・フリジェリオ（『映写技師は見ていた』）

### 衣装デザイン賞
- リナ・ネルリ・タヴィアーニ（『Rossini! Rossini!』）
- エンリカ・バルバノ（『Cattiva』）
- ジャンナ・ジッシ（『小さな旅人』）

### 編集賞
- アントニオ・シチリアーノ（『Maledetto il giorno che t'ho incontrato』）
- シモーナ・パッジ（『小さな旅人』）
- クラウディオディ・マウロ（『Il muro di gomma』）

### 録音賞
- ガエターノ・カリート（『Il muro di gomma』）
- レモ・ウゴリネッリ（『Johnny Stecchino』）
- ジャンニ・ザンパーニ（『Una storia semplice』）
- アレッサンドロ・ザノン（『小さな旅人』）

### 外国映画賞
- 紅夢（監督：張藝謀）
- ウディ・アレンの影と霧（監督：ウディ・アレン）
- テルマ＆ルイーズ（監督：リドリー・スコット）

### 外国人女優賞
- ジーナ・デイヴィス（『テルマ＆ルイーズ』）
- スーザン・サランドン（『テルマ＆ルイーズ』）
- 鞏俐（『紅夢』）

### 外国人男優賞
- ジョン・タトゥーロ（『バートン・フィンク』）
- ウディ・アレン（『ウディ・アレンの影と霧』）
- ミシェル・ブーケ（『トト・ザ・ヒーロー』）
- ロバート・デ・ニーロ（『ケープ・フィアー』）

### ダヴィッド・ルキノ・ヴィスコンティ賞
- エルマンノ・オルミ

### ダヴィッド特別賞
- ジュゼッペ・イエラチターノ、ヴァレンティナ・スカリチ（『小さな旅人』）
- Johnny Stecchino（監督：ロベルト・ベニーニ）